# Cnemaspis wynadensis
Cnemaspis wynadensis är en ödleart som beskrevs av  Richard Henry Beddome 1870. Cnemaspis wynadensis ingår i släktet Cnemaspis och familjen geckoödlor. Inga underarter finns listade i Catalogue of Life.